# Nicolas de Gabaret
Pour les autres membres de la famille, voir famille Gabaret.
Gabriel Jean Nicolas de Gabaret, seigneur de Saint-Sornin, dit le chevalier de Saint-Sornin, né le 11 août 1641 et mort en 1712, est un administrateur colonial français des XVIIe et XVIIIe siècles. Il est gouverneur de la Martinique en 1689 et à nouveau de 1698 à 1703; il est ensuite gouverneur Saint-Domingue de 1711 jusqu'à sa mort.

## Biographie

### Origines et famille
Nicolas de Gabaret descend de la famille Gabaret, célèbre pour avoir fourni un grand nombre d'officiers de marine au royaume de France. Il est le premier fils de Mathurin II Gabaret (vers 1600-1671), chef d'escadre de Guyenne, et de sa seconde épouse, Marie Baron ou Jamon. Son demi-frère ainé Jean Gabaret, dit le « Grand Gabaret », sera lui lieutenant général des armées navales.

### Gouverneur de la Martinique
Après avoir débuté comme de planteur de canne à sucre en 1683 à la Martinique, il devient gouverneur de l'île en 1689. C'est lui qui a mis en place à Saint-Pierre, les canons de la batterie d'Esnotz. Il épouse, le 10 avril 1673 à La Rochelle, Marie-Anne Grassineau des Enfrais des Éssarts. Il est à nouveau nommé entre 1698 et 1703 gouverneur de la Martinique.
Il est l'associé de Charles François d'Angennes, marquis de Maintenon, dans la raffinerie de sucre à Mouillage. Il sera un peu plus tard nommé gouverneur de l'île de Saint-Domingue, du 24 mai 1711 au 29 août 1712, où il meurt.

### Sources et bibliographie
- (en) James S. Pritchard, In search of empire : the French in the Americas, 1670-1730, Cambridge University Press, 2004 (lire en ligne)
- M. d'Aspect, Histoire de l'Ordre royal et militaire de Saint-Louis, vol. 3, Paris, chez la veuve Duchesne, 1780 (lire en ligne), p. 279
- Isidore Guët, Origine de la Martinique : Le colonel François de Collart et la Martinique de son temps : colonisation, sièges, révoltes et combats, Vannes, Lafolye, 1893, 406 p. (lire en ligne), p. 205,216-218,224-226,260-270
- Cabuzel-Andréa Banbuck, Histoire politique, économique et sociale de la Martinique sous l’Ancien Régime (1635-1789), Paris, Librairie des Sciences Politiques et Sociales, 1935, 335 p. (lire en ligne), p. 98-101-102-320